# Александер Фабиан фон Дона-Шлобитен
Александер Фабиан фон Дона-Шлобитен (на немски: Alexander Fabian Burggraf und Graf zu Dohna-Schlobitten; * 17 ноември 1781 в Шлобитен/Слобити, Варминско-Мазурско войводство, Полша; † 26 август 1850 в дворец Финкенщайн, Прусия, днес в Полша) е бургграф и граф на Дона-Шлобитен в Източна Прусия/Полша.
Той е син на бургграф и граф Фридрих Александер фон Дона-Шлобитен (1741 – 1810) и съпругата му графиня Луиза Амалия Каролина Финк фон Финкенщайн (1746 – 1825), дъщеря на пруския генерал-лейтенант граф Фридрих Лудвиг Финк фон Финкенщайн (1709 – 1785) и графиня Албертина Мария Финк фон Финкенщайн (1719 – 1792). Брат е на Фридрих (1784 – 1859), пруски генерал-фелдмаршал.

## Фамилия
Александер Фабиан фон Дона-Шлобитен се жени на 10 ноември 1814 г. в Берлин за Доротея Теофилия Паулина Лудовика фон Дона-Лаук (* 16 август 1786, Вундлакен; † 23 май 1855, Финкенщайн), дъщеря на бургграф и граф Лудвиг фон Дона-Лаук (1733 – 1787) и графиня Амалия Трушсес фон Валдбург (1753 – 1793). Te имат шест деца: 
- Хайнрих Ото Фабиан Родриго (* 3 ноември 1815, Финкенщайн; † 9 април 1900, Финкенщайн)
- Каролина Отилия Агнес (* 21 февруари 1818, Зилберхамер; † 3 октомври 1859, Швайцерхоф при Целендорф)
- Августа Теофила Лидия (* 4 юни 1819, Зилберхамер; † 28 февруари 1889, Шарлотенбрун)
- Хайнрих Едуард Фабиан Херман (* 21 юни 1821, Зилберхамер; † 16 февруари 1859, Пиза), женен на 14 март 1851 г. в Плаут Лйдия фон Ауерсвалд (* 18 октомври 1827, Фаулен; † 15 август 1898, Брунау); имат 4 сина
- Вилхелм Фабиан Густав (* 2 май 1823, Зилберхамер; † 16 март 1879, Берлин)
- Амалия Вилхелмина Аделхайд (* 31 януари 1828, Брунау; † 19 декември 1897, Берлин), омъжена 1852 г. във Финкенщайн в Източна Прусия за Карл Густав Алфред Цилхелм фон Доеринг (* 1819, Кьонигсберг; † 1870, Марс ла Тур)